# Белл, Роберт
Роберт Эрл «Кул» Белл (англ. Robert Earl «Kool» Bell, также известный как Мухаммад Байян англ. Muhammad Bayyan; род. 8 октября 1950, Янгстаун, Огайо) — американский музыкант, певец и автор песен. Он последний оставшийся в живых основатель американской R&B, соул, фанк и диско-группы «Kool & the Gang».

## Биография

### Ранний период жизни
Белл родился в Янгстауне, штат Огайо, у Амины Байян (1932–2014) и Роберта «Бобби» Белла (1929–1985). Белл вырос в Джерси-Сити, штат Нью-Джерси. В детстве Белл получил прозвище «Kool» из-за того, что был «непринужденным»:

Это прозвище от района, в котором я вырос здесь, в Джерси-Сити. Это модная вещь, и я просто взял себе имя Кул, потому что я довольно спокойный человек.

### Кул и Банда
Вместе со своим младшим братом Рональдом Беллом он начал играть джаз, и в 1964 году они сформировали группу под названием «The Jazziacs». Они начали играть в клубах Нью-Йорка под разными названиями, прежде чем остановились на названии «Kool & the Gang» в 1968 году. В 1969 году был выпущен их дебютный альбом «Kool and the Gang». В 1973 году вышел их первый крупный хит группы, песня «Jungle Boogie», которая заняла четвертое место в чарте Billboard Hot 100. Их первым синглом, возглавившим чарт, стал «Spirit of the Boogie», выпущенный в 1975 году.
В 1984 году Белл вместе с участниками «Kool & the Gang» Джеймсом «JT» Тейлором и Деннисом Томасом входил в состав благотворительной супергруппы «Band Aid».
Kool & the Gang завоевали множество наград, включая две премии Грэмми, семь премий American Music Awards и, в 2006 году, премию Ассоциации музыкального бизнеса за художественные достижения. Группа записала девять синглов № 1 в стиле R&B в 1970-х и 1980-х годах, включая поп-сингл № 1 «Celebration». У них семь наград American Music Awards, 25 хитов Top Ten R&B, девять хитов Top Ten Pop и 31 золотой и платиновый альбом. Группа отмечена на Голливудской «Аллее славы» и была включена в Зал славы авторов песен. По состоянию на 2024 год Белл все еще гастролирует с «Kool & the Gang».
В 2024 году Белл был выбран для включения в Зал славы рок-н-ролла как участник «Kool & the Gang».

## Личная жизнь
Младший брат Белла, Рональд Белл, также был музыкантом и в 1964 году вместе с Робертом основал группу. В 1972 году он вместе со своим братом Рональдом принял ислам. Рональд умер по неизвестным причинам 9 сентября 2020 года.
В 1971 году Роберт женился на Деборе Джонс. Белл и Джонс познакомились, когда были подростками. Дебора умерла 4 ноября 2018 года в возрасте 67 лет. Позже выяснилось, что ее смерть наступила в результате продолжительной болезни. У них было 2 сына, один из которых в прошлом работал с Kool & the Gang.

## Дискография

### Студийные альбомы
| Год  | Альбом                |
| ---- | --------------------- |
| 1969 | Kool and the Gang     |
| 1972 | Music Is the Message  |
| 1972 | Good Times            |
| 1973 | Wild and Peaceful     |
| 1974 | Light of Worlds       |
| 1975 | Spirit of the Boogie  |
| 1976 | Love & Understanding  |
| 1976 | Open Sesame           |
| 1977 | The Force             |
| 1978 | Everybody's Dancin'   |
| 1979 | Ladies' Night         |
| 1980 | Celebrate!            |
| 1981 | Something Special     |
| 1982 | As One                |
| 1983 | In the Heart          |
| 1984 | Emergency             |
| 1986 | Forever               |
| 1989 | Sweat                 |
| 1992 | Unite                 |
| 1996 | State of Affairs      |
| 2001 | Gangland              |
| 2004 | The Hits: Reloaded    |
| 2007 | Still Kool            |
| 2013 | Kool for the Holidays |
| 2021 | Perfect Union         |